# Złote Jamy
Złote Jamy niem. Goldengrubenhübel – wzniesienie 1088 m n.p.m. w południowo-zachodniej Polsce, w Sudetach Zachodnich, w Górach Izerskich, w Grzbiecie Wysokim.

## Położenie
Wzniesienie położone jest w Sudetach Zachodnich, w środkowo-wschodniej części Gór Izerskich, we wschodniej części Grzbietu Wysokiego Gór Izerskich, około 3,6 km na południowy zachód od Rozdroża Izerskiego.

## Charakterystyka
Kopulasty szczyt wyrasta w kształcie słabo zaznaczonej rozległej kopuły, w południowo-zachodniej części masywu Zielonej Kopy. Powierzchnia wierzchowiny jest tak wyrównana, że wierzchołek w terenie jest trudno rozpoznawalny. Zbocza: południowe, zachodnie i wschodnie, na których znajdują się źródła dopływów Kamiennej i Izery, stromo opadają w kierunku dolin rzek. Zbocze północne jest prawie poziome. Na północny wschód od szczytu wznosi się Wysoka Kopa, najwyższe wzniesienie Gór Izerskich.
Wzniesienie zbudowana jest z granitów i granitognejsów, należących do bloku karkonosko-izerskiego, a ściślej jego północno-zachodniej części – metamorfiku izerskiego.
Nazwa Złote Jamy ma związek ze średniowiecznymi poszukiwaniami złota i kamieni szlachetnych prowadzonymi w Karkonoszach oraz Górach Izerskich przez Walonów i ich następców. Na południowym zboczu na poziomie około 960 m n.p.m. znajdują się pozostałości wyrobisk po dawnych walońskich kopalniach złota. Pod Złotymi Jamami umieszczona jest pamiątkowa tablica z napisem: Wyrobiska złotodajnego kwarcu z XIII-XV w.
Szczyt i zbocza porasta młody las.

## Inne
- W latach osiemdziesiątych XX wieku w górnych partiach szczytu w wyniku klęski ekologicznej, wywołanej zanieczyszczeniem powietrza został całkowicie zniszczony las monokultury świerkowej, zaszczepiony w XIX wieku. Obecnie na stokach w miejscu zniszczonego lasu rośnie młode pokolenie drzew, o klęsce przypominają jedynie wystające ponad młodnik obumarłe kikuty drzew.
- W pobliżu wzniesienia Złote Jamy przebiega największa w Europie żyła kwarcu o długości ponad 10 km, i miąższości 60 m, ciągnąca się od okolic Kopańca.
- około dwa kilometry w kierunku południowym od szczytu, znajduje się Rozdroże pod Cichą Równią – skrzyżowanie Starej Drogi Szklarskiej z Duktem Końskiej Jamy, najważniejszymi w przeszłości szlakami komunikacyjnymi w tej części Gór Izerskich.
- Szczyt bardzo często pokrywają chmury i mgły.